# Jean Ferrand (cyclisme)
Pour le joueur et dirigeant français de hockey sur glace, voir Jean Ferrand. Pour les homonymes, voir Ferrand.
Jean Ferrand, né le 3 avril 1922 à Saint-Ouen et mort le 22 janvier 2011 à Draveil,, est un coureur cycliste français.

## Biographie
Ancien membre du VC Levallois, Jean Ferrand a remporté diverses courses parisiennes comme Paris-Évreux, Paris-Mantes et Paris-Rouen. Il a également porté les couleurs des équipes Alcyon-Dunlop et Peugeot-Dunlop. Sa carrière prend fin à l'issue de la saison 1949. 

## Palmarès
- 1941
  - Grand Prix de Brétigny
  - Grand Prix du CV Moulineaux
- 1943
  - Paris-Évreux
- 1945
  - Champion d'Île-de-France de poursuite par équipes
- 1946
  - Paris-Mantes
  - Paris-Rouen
  - 2e du Circuit de Billancourt
  - 3e du Circuit de Boulogne
- 1947
  - Champion d'Île-de-France de poursuite par équipes